# 安田範
安田 範（やすだ はん、1927年2月22日 - 2019年11月5日）は、日本の政治家。日本社会党衆議院議員（1期）。位階は従五位。

## 来歴
栃木県宇都宮市出身。1947年早稲田大学専門部法律科卒。同年栃木県庁に入り、地方労働委員会勤務。1951年に退職。1954年社会党に入党。1960年から1年間広瀬秀吉の秘書を務めた。1963年から宇都宮市議を3期、1975年から栃木県議を4期務めた。1990年の総選挙で旧栃木1区から立候補して初当選。1993年の総選挙で落選した。のちに2002年から2010年まで栃木県遊技業協同組合理事長を務めた。
2019年11月5日、死去。92歳没。死没日をもって従五位叙位、旭日小綬章追贈。

## 政策
- 選択的夫婦別姓制度導入に賛同[5]。